# Солотчинская старица
Солотчинская старица — озеро в Рязанской области России, являющееся старицей Оки. Расположена на северо-западе Рязанского района.
Старица расположена по левому берегу Оки и протокой связана с её основным руслом. В озеро впадает река Солотча.
Решением Рязанского облисполкома «О признании водных объектов памятниками природы» от 30 декабря 1974 г. № 366 озеро признано памятником природы регионального значения. Основными охраняемыми объектами являются места нереста ценных промысловых рыб.
На берегу озера расположен посёлок Солотча.

## Упоминания в литературе
Солотчинская старица неоднократно упоминается в произведениях К. Г. Паустовского.